# Eaton Hall

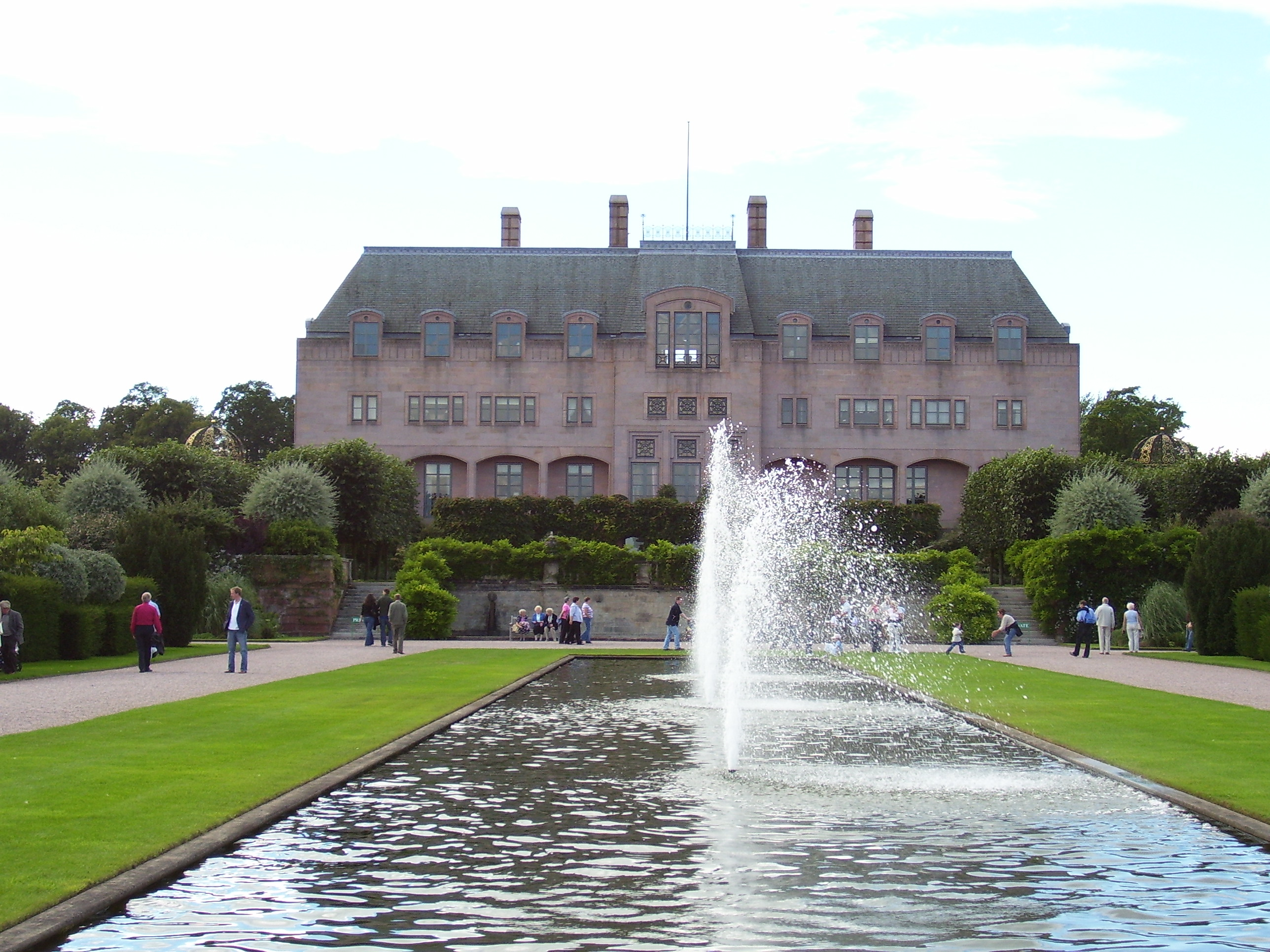
Frontaal zicht op Eaton Hall.

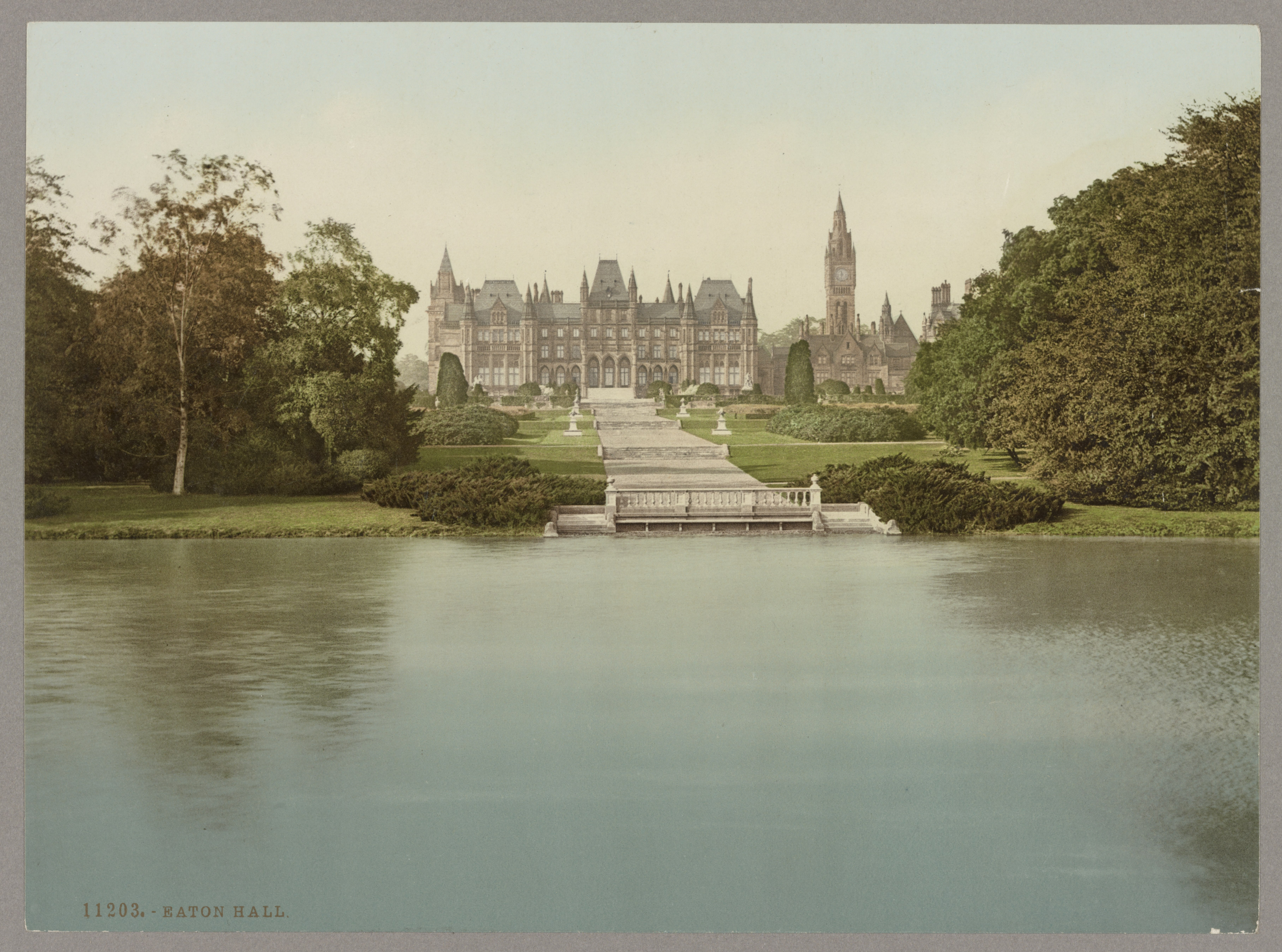
Zicht op Eaton Hall rond 1890.

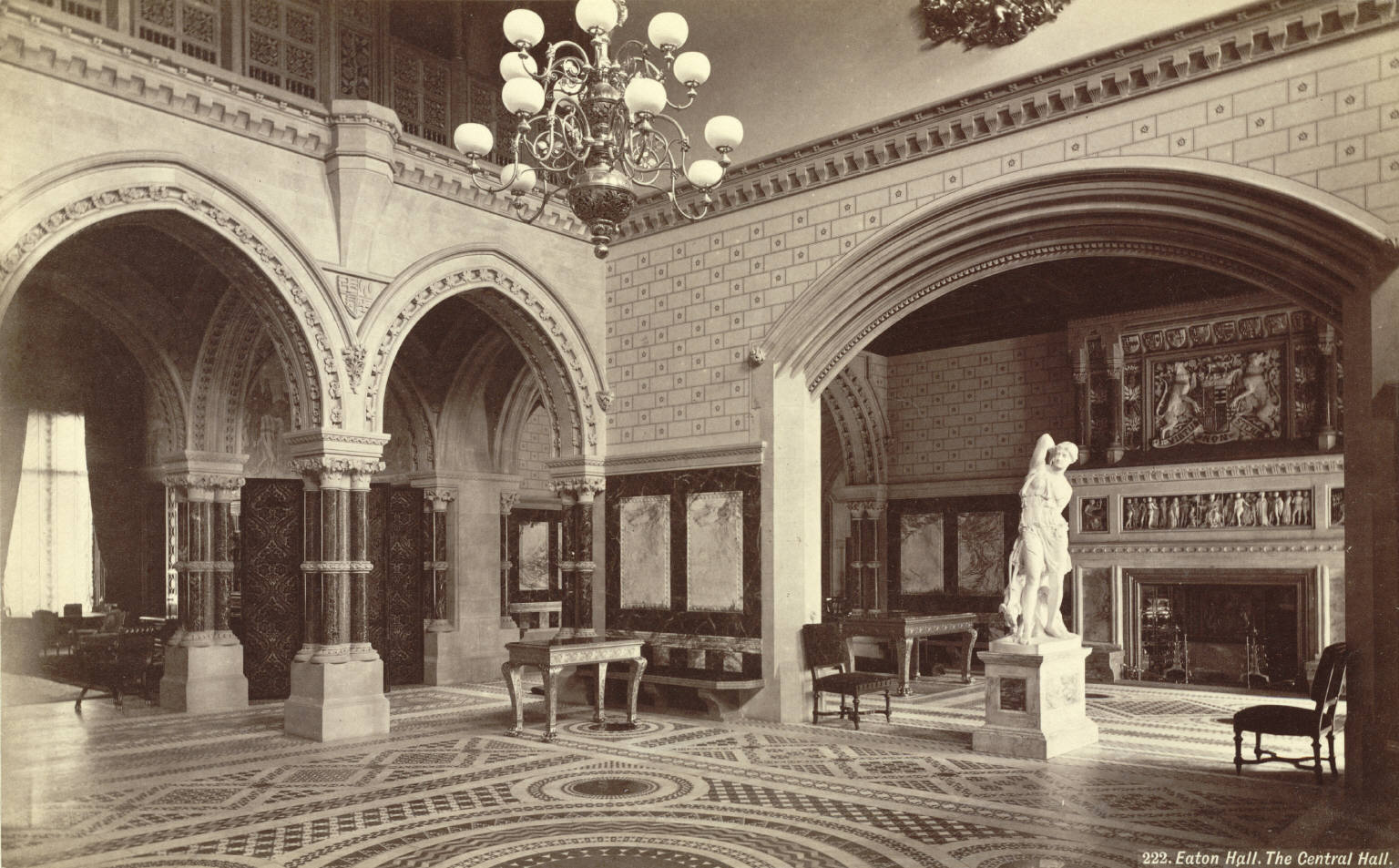
De centrale hal in Eaton Hall.

Eaton Hall is een landgoed dat eigendom is van de Duke of Westminster, gelegen op 2 km ten zuiden van het plaatsje Eccleston in het graafschap Cheshire (Engeland). Het huidige gebouw, een neogotisch herenhuis, is ontworpen door Alfred Waterhouse en voltooid in 1881. Het landgoed beslaat ongeveer 4.000 hectare en omvat tuinen, parken en bossen.
Het originele Eaton Hall werd in de jaren 1680 gebouwd door Sir Thomas Grosvenor. In de loop der jaren zijn er meerdere renovaties geweest, waarbij het huidige ontwerp van Waterhouse het meest opvallend is. Het herenhuis is meerdere keren aangepast om te voldoen aan de veranderende smaken en behoeften van de opeenvolgende eigenaren.
Een van de meest opvallende kenmerken van het landgoed zijn de Golden Gates, ontworpen door Robert en John Davies in de vroege 18e eeuw. Deze indrukwekkende toegangspoorten, samen met de schermen en vleugelhuisjes aan weerszijden, zijn geclassificeerd als een Grade I listed building, wat betekent dat ze van uitzonderlijk historisch belang zijn.
Het landgoed beschikt ook over een eigen spoorlijn, de Eaton Hall Railway, die in 1896 werd geopend om materialen zoals kolen en bakstenen te vervoeren. Hoewel de oorspronkelijke spoorlijn in 1946 werd gesloten, is er in 1994 een nieuwe 15-inch spoorlijn aangelegd voor gebruik tijdens speciale open dagen.
Daarnaast heeft het landgoed diverse andere historische structuren zoals de Aldford Iron Bridge, ontworpen door Thomas Telford en voltooid in 1824. Deze gietijzeren boogbrug over de River Dee verbindt het dorp Aldford met Eaton Hall en is eveneens geclassificeerd als een Grade I listed building.
Eaton Hall blijft een privéwoning, maar de tuinen en sommige delen van het landgoed zijn op geselecteerde dagen voor het publiek geopend, waardoor bezoekers de gelegenheid hebben om deze historische en prachtige plek te verkennen.